# Paul Cutler
Paul Cutler (12 januari 1989) is een golfprofessional uit Noord-Ierland.
Cutler speelt op de Portstewart Golf Club. 

## Gewonnen
- 2010: Lytham Trophy
- 2011: Irish Amateur Close Championship, West of Ireland Golf Championship (matchplay) op de County Sligo Golf Club.

## Teams
- Walker Cup: 2011 (winnaars)

## Professional
Paul Cutler werd direct na het spelen van de Walker Cup van 2011 professional, net als zijn teamgenoot Tom Lewis. Beiden verschijnen enkele dagen later voor het Oostenrijks Open, Cutler heeft als caddie Wobbly meegenomen, die in het verleden met Olazabal en Ian Woosnam de Masters won.